# Llista de signants d'acords internacionals sobre propietat intel·lectual
Aquesta llista de signants d'acords internacionals sobre propietat intel·lectual inclou una relació d'estats que han signat i ratificat un o més tractats internacionals multilaterals de propietat intel·lectual. Aquesta llista només cobreix els tractats multilaterals (tractats signats per més de dos països). No inclou tractats bilaterals (tractats entre només dos països). Els drets connexos proporcionen drets de propietat intel·lectual per intèrprets, productors d'enregistraments de so (fonogrames) i organitzacions retransmissores. En alguns països aquests drets són coneguts senzillament com a copyright, mentre altres països els distingeixen dels drets dels autors. En qualsevol cas, les lleis internacionals que els concerneixen són diferents d'aquelles que concerneixen les tasques literàries i artístiques sota la Convenció de Berna per la Protecció d'Obres Literàries i Artístiques i altres tractats.

## Tractats
| Nom curt   | Nom llarg                                                                         | Lloc/Acte   | Data       | Data (entrada en vigor) | Nota |
| ---------- | --------------------------------------------------------------------------------- | ----------- | ---------- | ----------------------- | --- |
| Berna      | Conveni de Berna per la Protecció de les Obres Literàries i Artístiques           | Berna       | 1886-09-09 | 1887-12-05              | |
| UCC Geneva | Convenció universal dels drets d'autor                                            | Geneva Acte | 1952-09-06 | 1955-09-16              | |
| UCC Paris  | Convenció universal dels drets d'autor                                            | Paris Acte  | 1971-07-24 | 1974-07-10              | |
| TRIPS      | Acord sobre el Comerç relacionat amb Aspectes de Drets de Propietat Intel·lectual | Marraqueix  | 1994-04-15 | 1995-01-01              | Nota: l'afiliació a TRIPS coincideix amb afiliació a l'Organització Mundial del Comerç excepte els països en vies de desenvolupament, als quals es va concedir un període de gràcia; els governs que consten com a “observador” de l'Organització Mundial del Comerç s'han fet constar com a observadors en la taula a adjunta. |
| WCT        | Tractat de drets d'autor de la WIPO                                               | Ginebra     | 1996-12-20 | 2002-03-06              | |

A més d'aquests tractats, l'Acord Comercial per a la Lluita contra la Falsificació (ACTA) és un tractat multilateral que regula aspectes múltiples de propietat intel·lectual, incloent copyright. Des febrer de 2012 l'ACTA ha estat signat per 31 estats, però només ratificat pel Japó. Si ACTA és ratificat per sis o més estats signants, entrarà en vigor trenta dies més tard.

## Llista de signants
La llista a sota parteix de la informació subministrada per WIPO, UNESCO i el WTO (vegeu referències): són dades del 11-12-2005 (01-01-2000 per la Convenció Universal dels Drets d'Autor), i inclou algunes dades posteriors. Les dates citades són les de quan el tractat entra va entrar en vigor a cada país.
| Estat                               | Berna                         | UCC Ginebra                       | UCC París                         | TRIPS                             | WCT                                     |
| ----------------------------------- | ----------------------------- | --------------------------------- | --------------------------------- | --------------------------------- | --------------------------------------- |
| Afghanistan                         | —                             | —                                 | —                                 | observador                        | —                                       |
| Albània                             | 1994-03-06                    | —                                 | —                                 | 2000-09-08                        | 2005-08-06                              |
| Algèria                             | 1998-04-19                    | 1973-08-28                        | 1974-07-10                        | observador                        | 2014-01-01                              |
| Andorra                             | 2004-06-02                    | 1955-09-16                        | —                                 | observador                        | —                                       |
| Angola                              | —                             | —                                 | —                                 | 1996-11-23                        | —                                       |
| Antigua and Barbuda                 | 2000-03-17                    | —                                 | —                                 | 1995-01-01                        | —                                       |
| Argentina                           | 1967-06-10                    | 1958-12-13                        | —                                 | 1995-01-01                        | 2002-03-06                              |
| Armènia                             | 2000-10-19                    | —                                 | —                                 | 2003-02-05                        | 2005-03-06                              |
| Austràlia                           | 1928-04-14                    | 1969-05-01                        | 1978-02-29                        | 1995-01-01                        | 2007-07-26                              |
| Àustria                             | 1920-10-01                    | 1957-07-02                        | 1982-08-14                        | 1995-01-01                        | 2010-03-14                              |
| Azerbaijan                          | 1999-06-04                    | —                                 | —                                 | observador                        | 2006-04-11                              |
| Bahamas                             | 1973-07-10                    | 1976-10-13                        | 1976-12-27                        | observador                        | —                                       |
| Bahrain                             | 1997-03-02                    | —                                 | —                                 | 1995-01-01                        | 2005-12-15                              |
| Bangladesh                          | 1999-05-04                    | 1975-08-05                        | 1975-08-05                        | 1995-01-01                        | —                                       |
| Barbados                            | 1983-07-30                    | 1983-06-18                        | 1983-06-18                        | 1995-01-01                        | —                                       |
| Belarus                             | 1997-12-12                    | —                                 | —                                 | observador                        | 2002-03-06                              |
| Bèlgica                             | 1887-12-05                    | 1960-08-31                        | —                                 | 1995-01-01                        | 2006-08-30                              |
| Belize                              | 2000-06-17                    | 1983-03-01                        | —                                 | 1995-01-01                        | —                                       |
| Benin                               | 1961-01-03                    | —                                 | —                                 | 1996-02-22                        | 2006-04-16                              |
| Bhutan                              | 2004-11-25                    | —                                 | —                                 | observador                        | —                                       |
| Bolivia                             | 1993-11-04                    | 1990-03-22                        | 1990-03-22                        | 1995-09-12                        | signat                                  |
| Bòsnia i Hercegovina                | 1930-06-17 (com a Iugoslàvia) | 1966-05-11 (com a Iugoslàvia)     | 1974-07-10 (com a Iugoslàvia)     | observador                        | —                                       |
| Botswana                            | 1998-04-15                    | —                                 | —                                 | 1995-05-31                        | 2005-01-27                              |
| Brasil                              | 1922-02-09                    | 1960-01-13                        | 1975-12-11                        | 1995-01-01                        | —                                       |
| Brunei                              | 2006-08-30                    | —                                 | —                                 | 1995-01-01                        | —                                       |
| Bulgària                            | 1921-12-05                    | 1975-06-07                        | 1975-06-07                        | 1996-12-01                        | 2002-03-06                              |
| Burkina Faso                        | 1963-08-19                    | —                                 | —                                 | 1995-06-03                        | 2002-03-06                              |
| Burundi                             | —                             | —                                 | —                                 | 1995-07-23                        | —                                       |
| Cambodia                            | —                             | 1955-09-16                        | —                                 | 2004-10-13                        | —                                       |
| Camerun                             | 1964-09-21                    | 1973-05-01                        | 1974-07-10                        | 1995-12-13                        | —                                       |
| Canadà                              | 1928-04-10                    | 1962-08-10                        | —                                 | 1995-01-01                        | 2014-08-13                              |
| Cape Verde                          | 1997-07-07                    | —                                 | —                                 | observador                        | —                                       |
| Central African Republic            | 1977-09-03                    | —                                 | —                                 | 1995-05-31                        | —                                       |
| Chad                                | 1971-11-25                    | —                                 | —                                 | 1996-10-19                        | —                                       |
| Xile                                | 1970-06-05                    | 1955-09-16                        | —                                 | 1995-01-01                        | 2002-03-06                              |
| China, People's Republic of         | 1992-10-15                    | 1992-10-30                        | 1992-10-30                        | 2001-12-11                        | 2007-06-09 (exclosos Hong Kong i Macau) |
| Colòmbia                            | 1988-03-07                    | 1976-06-18                        | 1976-06-18                        | 1995-04-30                        | 2002-03-06                              |
| Comoros                             | 2005-04-17                    | —                                 | —                                 | observador                        | —                                       |
| Congo, Democratic Republic          | 1963-10-08                    | —                                 | —                                 | 1997-01-01                        | —                                       |
| República del Congo                 | 1962-05-08                    | —                                 | —                                 | 1997-03-27                        | —                                       |
| Costa Rica                          | 1978-06-10                    | 1955-09-16                        | 1980-03-07                        | 1995-01-01                        | 2002-03-06                              |
| Côte d'Ivoire                       | 1962-01-01                    | —                                 | —                                 | 1995-01-01                        | —                                       |
| Croàcia                             | 1930-06-17 (com a Iugoslàvia) | 1966-05-11 (com a Iugoslàvia)     | 1974-07-10 (com a Iugoslàvia)     | 2000-11-30                        | 2002-03-06                              |
| Cuba                                | 1997-02-20                    | 1957-06-18                        | —                                 | 1995-04-20                        | —                                       |
| Cyprus                              | 1964-02-24                    | 1990-12-19                        | 1990-12-19                        | 1995-07-30                        | 2003-11-04                              |
| República Txeca                     | 1993-01-01                    | 1960-01-06 (com a Txecoslovàquia) | 1980-04-17 (com a Txecoslovàquia) | 1995-01-01                        | 2002-03-06                              |
| Dinamarca                           | 1903-07-01                    | 1962-02-09                        | 1979-07-11                        | 1995-01-01                        | 2010-03-14                              |
| Djibouti                            | 2002-05-13                    | —                                 | —                                 | 1995-05-31                        | —                                       |
| Dominica                            | 1999-08-07                    | —                                 | —                                 | 1995-01-01                        | —                                       |
| Dominican Republic                  | 1997-12-24                    | 1983-05-08                        | 1982-05-08                        | 1995-03-09                        | 2006-01-10                              |
| East Timor                          | —                             | —                                 | —                                 | —                                 | —                                       |
| Equador                             | 1991-10-09                    | 1957-05-03                        | 1991-09-06                        | 1996-01-21                        | 2002-03-06                              |
| Egipte                              | 1977-06-07                    | —                                 | —                                 | 1995-06-30                        | —                                       |
| El Salvador                         | 1994-02-19                    | 1979-03-29                        | 1979-03-29                        | 1995-05-07                        | 2002-03-06                              |
| Equatorial Guinea                   | 1997-06-26                    | —                                 | —                                 | observador                        | —                                       |
| Eritrea                             | —                             | —                                 | —                                 | —                                 | —                                       |
| Estònia                             | 1994-10-26                    | —                                 | —                                 | 1999-11-13                        | 2010-03-14                              |
| Ethiopia                            | —                             | —                                 | —                                 | observador                        | —                                       |
| European Union                      | —                             | —                                 | —                                 | 1995-01-01                        | 2010-03-14                              |
| Fiji                                | 1971-12-01                    | 1972-03-13                        | —                                 | 1996-01-14                        | —                                       |
| Finlàndia                           | 1928-04-01                    | 1963-04-16                        | 1986-11-01                        | 1995-01-01                        | 2010-03-14                              |
| França                              | 1887-12-05                    | 1956-01-14                        | 1972-12-11                        | 1995-01-01                        | 2010-03-14                              |
| Gabon                               | 1962-03-26                    | —                                 | —                                 | 1995-01-01                        | 2002-03-06                              |
| Gambia                              | 1993-03-07                    | —                                 | —                                 | 1996-10-23                        | —                                       |
| Geòrgia                             | 1995-05-16                    | —                                 | —                                 | 2000-06-14                        | 2002-03-06                              |
| Alemanya                            | 1887-12-05                    | 1955-09-16                        | 1974-01-18                        | 1995-01-01                        | 2010-03-14                              |
| Ghana                               | 1991-10-11                    | 1962-08-22                        | —                                 | 1995-01-01                        | 2006-11-18                              |
| Grècia                              | 1920-11-09                    | 1963-08-24                        | —                                 | 1995-01-01                        | 2010-03-14                              |
| Grenada                             | 1998-09-22                    | —                                 | —                                 | 1996-02-22                        | —                                       |
| Guatemala                           | 1997-07-28                    | 1964-10-28                        | —                                 | 1995-07-21                        | 2003-02-04                              |
| Guinea                              | 1980-11-20                    | 1981-11-13                        | 1981-11-13                        | 1995-10-25                        | 2002-05-25                              |
| Guinea-Bissau                       | 1991-07-22                    | —                                 | —                                 | 1995-05-31                        | —                                       |
| Guyana                              | 1994-10-25                    | ?                                 | ?                                 | 1995-01-01                        | —                                       |
| Haiti                               | 1996-01-11                    | 1955-09-16                        | —                                 | 1996-01-30                        | —                                       |
| Hondures                            | 1990-01-25                    | —                                 | —                                 | 1995-01-01                        | 2002-05-20                              |
| Hong Kong                           | 1997-07-01                    | 1997-09-30                        | 1997-09-30                        | 1995-01-01                        | —                                       |
| Hongria                             | 1922-02-14                    | 1971-01-23                        | 1974-07-10                        | 1995-01-01                        | 2002-03-06                              |
| Iceland                             | 1947-09-07                    | 1956-12-18                        | —                                 | 1995-01-01                        | —                                       |
| India                               | 1928-04-01                    | 1958-01-21                        | 1988-04-07                        | 1995-01-01                        | —                                       |
| Indonesia                           | 1997-09-05                    | —                                 | —                                 | 1995-01-01                        | 2002-03-06                              |
| Iran                                | —                             | —                                 | —                                 | observador                        | —                                       |
| Iraq                                | —                             | —                                 | —                                 | observador                        | —                                       |
| Irlanda                             | 1927-10-05                    | 1959-01-20                        | —                                 | 1995-01-01                        | 2010-03-14                              |
| Israel                              | 1950-03-24                    | 1955-09-16                        | —                                 | 1995-04-21                        | signat                                  |
| Itàlia                              | 1887-12-05                    | 1957-01-24                        | 1980-01-25                        | 1995-01-01                        | 2010-03-14                              |
| Jamaica                             | 1994-01-01                    | —                                 | —                                 | 1995-05-09                        | 2002-06-12                              |
| Japó                                | 1899-07-15                    | 1955-09-16                        | 1977-10-21                        | 1995-01-01                        | 2002-03-06                              |
| Jersey                              | 2014-01-31                    | —                                 | —                                 | —                                 | —                                       |
| Jordània                            | 1999-07-28                    | —                                 | —                                 | 2000-04-11                        | 2004-04-27                              |
| Kazakhstan                          | 1999-04-12                    | 1973-05-27                        | —                                 | observador                        | 2004-11-12                              |
| Kenya                               | 1993-06-11                    | 1966-09-07                        | 1974-07-10                        | 1995-01-01                        | signat                                  |
| Kiribati                            | —                             | —                                 | —                                 | —                                 | —                                       |
| Korea, Democratic People's Republic | 2003-04-28                    | —                                 | —                                 | —                                 | —                                       |
| Korea, Republic                     | 1996-08-21                    | 1987-10-01                        | 1987-10-01                        | 1995-01-01                        | 2004-06-24                              |
| Kuwait                              | 2014-12-2                     | —                                 | 1995-01-01                        | —                                 | —                                       |
| Kyrgyzstan                          | 1999-07-08                    | —                                 | —                                 | 1998-12-20                        | 2002-03-06                              |
| Laos                                | 2012-03-14                    | 1955-09-16                        | —                                 | observador                        | —                                       |
| Letònia                             | 1995-08-11                    | —                                 | —                                 | 1999-02-10                        | 2002-03-06                              |
| Líban                               | 1947-09-30                    | 1959-10-17                        | —                                 | observador                        | —                                       |
| Lesotho                             | 1989-09-28                    | —                                 | —                                 | 1995-05-31                        | —                                       |
| Liberia                             | 1989-03-08                    | 1956-07-27                        | —                                 | —                                 | —                                       |
| Libya                               | 1976-09-28                    | —                                 | —                                 | observador                        | —                                       |
| Liechtenstein                       | 1931-07-30                    | 1959-01-22                        | 1999-11-11                        | 1995-09-01                        | 2007-04-30                              |
| Lituània                            | 1994-12-14                    | —                                 | —                                 | 2001-05-31                        | 2002-03-06                              |
| Luxembourg                          | 1888-06-20                    | 1955-10-15                        | —                                 | 1995-01-01                        | 2010-03-14                              |
| Macau                               | 1999-12-20                    | —                                 | —                                 | 1995-01-01                        | —                                       |
| North Macedonia                     | 1930-06-17 (com a Iugoslàvia) | 1966-05-11 (com a Iugoslàvia)     | 1974-07-10 (com a Iugoslàvia)     | 2003-04-04                        | 2004-02-04                              |
| Madagascar                          | 1966-01-01                    | —                                 | —                                 | 1995-11-17                        | 2015-2-24                               |
| Malawi                              | 1991-10-12                    | 1965-10-26                        | —                                 | 1995-05-31                        | —                                       |
| Malaysia                            | 1990-10-01                    | —                                 | —                                 | 1995-01-01                        | 2012-12-27                              |
| Maldives                            | —                             | —                                 | —                                 | 1995-05-31                        | —                                       |
| Mali                                | 1962-03-19                    | —                                 | —                                 | 1995-05-31                        | 2002-04-24                              |
| Malta                               | 1964-09-21                    | 1968-11-19                        | —                                 | 1995-01-01                        | 2010-03-14                              |
| Marshall Islands                    | —                             | —                                 | —                                 | —                                 | —                                       |
| Mauritania                          | 1973-02-06                    | —                                 | —                                 | 1995-05-31                        | —                                       |
| Mauritius                           | 1989-05-10                    | 1970-11-20                        | —                                 | 1995-01-01                        | —                                       |
| Mèxic                               | 1967-06-11                    | 1957-05-12                        | 1975-10-31                        | 1995-01-01                        | 2002-03-06                              |
| Federated States of Micronesia      | 2003-10-07                    | —                                 | —                                 | —                                 | —                                       |
| Moldàvia                            | 1995-11-02                    | —                                 | —                                 | 2001-07-26                        | 2002-03-06                              |
| Monaco                              | 1989-05-30                    | 1955-09-16                        | 1974-12-13                        | —                                 | signat                                  |
| Mongolia                            | 1998-03-12                    | —                                 | —                                 | 1997-01-29                        | 2002-10-25                              |
| Montenegro                          | 2006-06-03                    | 1966-05-11 (com a Iugoslàvia)     | 1974-07-10 (com a Iugoslàvia)     | observador                        | 2003-06-13 (com a Sèrbia i Montenegro)  |
| Marroc                              | 1917-06-16                    | 1972-05-08                        | 1976-01-28                        | 1995-01-01                        | 2011-07-20                              |
| Mozambique                          | 2013-11-22                    | —                                 | —                                 | 1995-08-26                        | —                                       |
| Myanmar                             | —                             | —                                 | —                                 | 1995-01-01                        | —                                       |
| Namibia                             | 1990-03-21                    | —                                 | —                                 | 1995-01-01                        | signat                                  |
| Nauru                               | —                             | —                                 | —                                 | —                                 | —                                       |
| Nepal                               | 2006-01-11                    | —                                 | —                                 | 2004-04-23                        | —                                       |
| Països Baixos                       | 1912-11-01                    | 1967-06-22                        | 1985-11-30                        | 1995-01-01                        | 2010-03-14                              |
| Nova Zelanda                        | 1928-04-24                    | 1964-09-11                        | —                                 | 1995-01-01                        | —                                       |
| Nicaragua                           | 2000-08-23                    | 1961-08-16                        | —                                 | 1995-09-03                        | 2003-03-06                              |
| Niger                               | 1962-05-02                    | 1989-05-15                        | 1989-05-15                        | 1996-12-13                        | —                                       |
| Niue                                | —                             | —                                 | —                                 | —                                 | 2015-01-08                              |
| Nigèria                             | 1993-09-14                    | 1962-02-14                        | —                                 | 1995-01-01                        | signat                                  |
| Noruega                             | 1896-04-13                    | 1963-01-23                        | 1974-08-07                        | 1995-01-01                        | —                                       |
| Oman                                | 1999-07-14                    | —                                 | —                                 | 2000-11-09                        | 2005-09-20                              |
| Pakistan                            | 1948-07-05                    | 1955-09-16                        | —                                 | 1995-01-01                        | —                                       |
| Palau                               | —                             | —                                 | —                                 | —                                 | —                                       |
| Panamà                              | 1996-06-08                    | 1962-10-17                        | 1980-09-03                        | 1997-09-06                        | 2002-03-06                              |
| Papua New Guinea                    | —                             | —                                 | —                                 | 1996-06-09                        | —                                       |
| Paraguai                            | 1992-01-02                    | 1962-03-11                        | —                                 | 1995-01-01                        | 2002-03-06                              |
| Peru                                | 1988-08-20                    | 1963-10-16                        | 1985-07-22                        | 1995-01-01                        | 2002-03-06                              |
| Philippines                         | 1951-08-01                    | 1955-11-19                        | —                                 | 1995-01-01                        | 2002-10-04                              |
| Polònia                             | 1920-01-28                    | 1977-03-09                        | 1977-03-09                        | 1995-07-01                        | 2004-03-23                              |
| Portugal                            | 1911-03-29                    | 1956-12-25                        | 1981-07-30                        | 1995-01-01                        | 2010-03-14                              |
| Qatar                               | 2000-07-05                    | —                                 | —                                 | 1996-01-13                        | 2005-10-28                              |
| Romania                             | 1927-01-01                    | —                                 | —                                 | 1995-01-01                        | 2002-03-06                              |
| Rússia                              | 1995-03-13                    | 1973-05-27 (com a Unió Soviètica) | 1994-12-09                        | observador                        | 2009-02-05                              |
| Ruanda                              | 1984-03-01                    | 1989-11-10                        | 1989-11-10                        | 1996-05-22                        | —                                       |
| Saint Kitts and Nevis               | 1995-04-09                    | —                                 | —                                 | 1996-02-21                        | —                                       |
| Saint Lucia                         | 1993-08-24                    | —                                 | —                                 | 1995-01-01                        | 2002-03-06                              |
| Saint Vincent and the Grenadines    | 1995-08-29                    | 1985-04-22                        | 1985-04-22                        | 1995-01-01                        | —                                       |
| Samoa                               | 2006-07-21                    | —                                 | —                                 | observador                        | —                                       |
| San Marino                          | —                             | —                                 | —                                 | —                                 | —                                       |
| São Tomé and Príncipe               | —                             | —                                 | —                                 | observador                        | —                                       |
| Saudi Arabia                        | 2004-03-11                    | 1994-07-13                        | 1994-07-13                        | 2005-12-11                        | —                                       |
| Senegal                             | 1962-08-25                    | 1974-07-09                        | 1974-07-09                        | 1995-01-01                        | 2002-05-18                              |
| Sèrbia                              | 1930-06-17 (com a Iugoslàvia) | 1966-05-11 (com a Iugoslàvia)     | 1974-07-10 (com a Iugoslàvia)     | observador                        | 2003-06-13 (com a Sèrbia i Montenegro)  |
| Seychelles                          | —                             | —                                 | —                                 | observador                        | —                                       |
| Sierra Leone                        | —                             | —                                 | —                                 | 1995-07-23                        | —                                       |
| Singapore                           | 1998-12-21                    | —                                 | —                                 | 1995-01-01                        | 2005-04-17                              |
| Eslovàquia                          | 1993-01-01                    | 1960-01-06 (com a Czechoslovakia) | 1980-04-17 (com a Czechoslovakia) | 1995-01-01                        | 2002-03-06                              |
| Slovenia                            | 1930-06-17 (com a Iugoslàvia) | 1966-05-11 (com a Iugoslàvia)     | 1974-07-10 (com a Iugoslàvia)     | 1995-07-30                        | 2002-03-06                              |
| Solomon Islands                     | —                             | —                                 | —                                 | 1996-07-26                        | —                                       |
| Somalia                             | —                             | —                                 | —                                 | —                                 | —                                       |
| South Africa                        | 1928-10-03                    | —                                 | —                                 | 1995-01-01                        | signat                                  |
| Espanya                             | 1887-12-05                    | 1955-01-27                        | 1974-07-10                        | 1995-01-01                        | 2010-03-14                              |
| Sri Lanka                           | 1959-07-20                    | 1984-01-25                        | 1984-01-25                        | 1995-01-01                        | —                                       |
| Sudan                               | 2000-12-28                    | —                                 | —                                 | observador                        | —                                       |
| Suriname                            | 1977-02-23                    | —                                 | —                                 | 1995-01-01                        | —                                       |
| Swaziland                           | 1998-12-14                    | —                                 | —                                 | 1995-01-01                        | —                                       |
| Suècia                              | 1904-08-01                    | 1961-07-01                        | 1974-07-10                        | 1995-01-01                        | 2010-03-14                              |
| Suïssa                              | 1887-12-05                    | 1956-03-30                        | 1993-09-21                        | 1995-07-01                        | 2008-07-01                              |
| Syria                               | 2004-06-11                    | —                                 | —                                 | —                                 | —                                       |
| Taiwan                              | —                             | —                                 | —                                 | 2002-01-01 (com a "Taipei xinès") | —                                       |
| Tajikistan                          | 2000-03-09                    | —                                 | —                                 | observer                          | 2009-04-05                              |
| Tanzània                            | 1994-07-25                    | —                                 | —                                 | 1995-01-01                        | —                                       |
| Thailand                            | 1931-07-17                    | —                                 | —                                 | 1995-01-01                        | —                                       |
| Togo                                | 1975-04-30                    | —                                 | —                                 | 1995-05-31                        | 2003-05-21                              |
| Tonga                               | 2001-06-14                    | —                                 | —                                 | 2007-07-27                        | —                                       |
| Trinidad and Tobago                 | 1988-08-16                    | 1988-08-19                        | 1988-08-19                        | 1995-03-01                        | 2008-11-28                              |
| Tunisia                             | 1887-12-05                    | 1969-06-19                        | 1975-06-10                        | 1995-03-29                        | —                                       |
| Turquia                             | 1952-01-01                    | —                                 | —                                 | 1995-03-26                        | 2008-11-28                              |
| Turkmenistan                        | —                             | —                                 | —                                 | —                                 | —                                       |
| Tuvalu                              | —                             | —                                 | —                                 | —                                 | 2014-06-04                              |
| Uganda                              | —                             | —                                 | —                                 | 1995-01-01                        | —                                       |
| Ucraïna                             | 1995-10-25                    | —                                 | —                                 | observador                        | 2002-03-06                              |
| United Arab Emirates                | 2004-07-14                    | —                                 | —                                 | 1996-04-10                        | 2004-07-14                              |
| United Kingdom                      | 1887-12-05                    | 1957-09-27                        | 1974-07-10                        | 1995-01-01                        | 2010-03-14                              |
| Estats Units                        | 1989-03-01                    | 1955-09-16                        | 1974-07-10                        | 1995-01-01                        | 2002-03-06                              |
| Uruguai                             | 1967-07-10                    | 1993-04-12                        | 1993-04-12                        | 1995-01-01                        | 2009-06-05                              |
| Uzbekistan                          | 2005-04-19                    | —                                 | —                                 | observador                        | —                                       |
| Vanuatu                             | 2012-12-27                    | —                                 | —                                 | observador                        | —                                       |
| Holy See (Vatican City)             | 1935-09-12                    | 1955-10-05                        | 1980-05-06                        | observador                        | —                                       |
| Veneçuela                           | 1982-12-30                    | 1966-09-30                        | 1996-04-11                        | 1995-01-01                        | signat                                  |
| Vietnam                             | 2004-10-26                    | —                                 | —                                 | 2007-01-11                        | —                                       |
| Iemen                               | 2008-07-14                    | —                                 | —                                 | observador                        | —                                       |
| Zambia                              | 1992-01-02                    | 1965-06-01                        | —                                 | 1995-01-01                        | —                                       |
| Zimbabwe                            | 1980-04-18                    | —                                 | —                                 | 1995-03-05                        | —                                       |